# Tauró guineu
El tauró guineu (Alopias superciliosus), és una espècie de peix elasmobranqui lamniforme de la família Alopiidae que viu en els oceans tropicals del món, a profunditats de 500 m. La seva longitud màxima és de 5 metres (més típicament 3 a 4 m), amb pesos de fins a 360 kg (comú 160 kg).
És un tauró gran amb enormes ulls pels quals se li pot distingir fàcilment, adaptats a la visió a grans profunditats. Grans i amples aletes pectorals. L'adult i l'embrió presenten un solc horitzontal prominent, estès cap enrere des de les obertures branquials; sense solc labial; el rang de la seva dentició és de 21/20 a 22/23 dents en la mandíbula superior i inferior, sense cúspides secundàries en cap de les mandíbules. El color és marró fosc en la part dorsal del cos i blanc crema en la part ventral. L'adult presenta una coloració similar, amb el dorsal en un to grisenc.